# Raphael Warnock
Raphael Gamaliel Warnock (født d. 23. juli 1969) er en amerikansk pastor og politiker fra det Demokratiske Parti, som har været senator for delstaten Georgia siden januar 2021. Han har siden 2005 været pastor i Ebenezer Baptist Church i Atlanta, som var den kirke som Martin Luther King var pastor i mellem 1960-68.

## Baggrund
Warnock blev født i Savannah, som den elvte ud af tolv børn. Begge hans forældre var pastorer i pinsekirken.
Warnock har en mastergrad i guddommelighed og filosofi, samt en Ph.d. i filosofi fra Union Theological Seminary.

## Politiske karriere

### Aktivisme
Før at Warnock blev involveret som politisk kandidat, var han som pastor aktiv i politisk aktivisme. I marts 2014 ledte han en protest, for at få Georgias politikere til at støtte Obamacare, og blev arresteret den dag. Han har også været involveret i at hjælpe især afroamerikanere med at blive registreret til at kunne stemme.

### Specialvalg 2020-21
Georgia skulle i 2020 igennem et specialvalg, i det at den tidligere senator Johnny Isakson i december 2019 havde trådt tilbage for at gå på pension. Georgias republikanske guvernør Brian Kemp havde valgt Kelly Loeffler som erstatning. I januar 2020 annonceret Warnock, at han ville være kandidat til specialvalget.
Den 3. november 2020 blev den første runde afholdt, hvor at alle kandidater fra alle partier deltog. Her fik Warnock flest stemmer med 32,9% af stemmerne, men langt fra nok til at vinde uden nødvendigheden for anden runde. Loeffler kom på andenpladsen med 25,9% af stemmerne, og gik videre til den anden runde imod Warnock. Den anden runde blev afholdt den 5. januar 2021. Her vandt Warnock en tæt sejr over Loeffler, da han fik 51% af stemmerne til hendes 49%. Hermed blev Warnock den første afroamerikanske senator valgt i Georgias historie.

### Senatvalg 2022
Warnock skulle allerede til genvalg i 2022, da det var der at Isaksons oprindeligt skulle på genvalg. Warnock annoncerede allerede i januar 2021, få dage efter sin sejr ved specielvalget, at han ville genopstille her. Valget blev holdt i december 2022, og Warnock gik videre fra den første runde, og mødte den republikanske kandidat, den tidligere amerikanske fodboldspiller Herschel Walker. Warnock vandt her genvalg med 51,4% af stemmerne.